# Khawzawl
Khawzawl é uma vila no distrito de Champhai, no estado indiano de Mizoram.

## Demografia
Segundo o censo de 2001, Khawzawl tinha uma população de 9286 habitantes. Os indivíduos do sexo masculino constituem 51% da população e os do sexo feminino 49%. Khawzawl tem uma taxa de literacia de 78%, superior à média nacional de 59.5%: a literacia no sexo masculino é de 80% e no sexo feminino é de 76%. Em Khawzawl, 16% da população está abaixo dos 6 anos de idade.